# Novooleksiivka
Novooleksiivka (în ucraineană Новоолексіївка) este o așezare de tip urban din raionul Henicesk, regiunea Herson, Ucraina. În afara localității principale, nu cuprinde și alte sate.

## Demografie
Componența lingvistică a așezării de tip urban Novooleksiivka
     Ucraineană (40,74%)
     Rusă (31,5%)
     Tătară crimeeană (5,49%)
     Alte limbi (0,56%)
Conform recensământului din 2001, nu exista o limbă vorbită de majoritatea populației, aceasta fiind compusă din vorbitori de ucraineană (40,74%), rusă (31,5%) și tătară crimeeană (5,49%).